# سيلينة حمراء
السيلينة الحمراء  (باللاتينية: Silene rubella) نوع نباتي يتبع جنس السيلينة من الفصيلة القرنفلية.

## الموئل والانتشار
موطنها المشرق العربي والمغرب العربي ووادي النيل وقبرص وكرواتيا وإسبانيا والبرتغال.